# Suriname nos Jogos Olímpicos de Verão de 1972
O Suriname participou dos Jogos Olímpicos de Verão de 1972 em Munique, Alemanha Ocidental. Competiu no Atletismo e no Judô, sem conseguir medalhas.
Masculino
| Sammy Monsels | 100 m | 10.61 | 3 Q | 10.64 | 7   | Não avançou | Não avançou | Não avançou | Não avançou |
| Sammy Monsels | 200 m | 21.26 | 5 Q | DNS   | DNS | Não avançou | Não avançou | Não avançou | Não avançou |